# Erna Schlüter
Erna Schlüter (* 5. Februar 1904 in Oldenburg; † 1. Dezember 1969 in Hamburg) war eine deutsche Opernsängerin (hochdramatischer Sopran).

## Leben
Erna Schlüter debütierte 1922 zunächst als Altistin am Landestheater von Oldenburg. Nach ihrem Bühnendebüt als Dritte Dame in Die Zauberflöte von Wolfgang Amadeus Mozart bekam sie mit der Azucena in Verdis Oper Der Troubadour die erste Fachpartie. In der Spielzeit 1924/25 gestaltete sie in Oldenburg den Orpheus in Christoph Willibald Glucks Barockoper Orpheus und Eurydike.
1925 wechselte sie an das Nationaltheater Mannheim, wo sich ihre Stimme zum hochdramatischen Sopran entwickelte. Schlüter sang die Dalila in Samson und Dalila von Camille Saint-Saëns, die Santuzza in Cavalleria rusticana von Pietro Mascagni und die Marschallin in Der Rosenkavalier von Richard Strauss. Zusätzlich sang sie mit der Ortrud in Lohengrin, der Erda und Fricka in Das Rheingold erste Rollen in den Bühnenwerken Richard Wagners. 1930 gab sie in Mannheim im Alter von 26 Jahren ihr Partiedebüt als Brünnhilde in Siegfried von Richard Wagner.
Zwischen 1930 und 1940 gehörte Schlüter zum Ensemble der Städtischen Bühnen Düsseldorf unter Walter Bruno Iltz. Sie debütierte als Ortrud. Im italienischen Fach sang sie in Düsseldorf Elena in Die sizilianische Vesper von Giuseppe Verdi, Tosca in Tosca von Giacomo Puccini, Leonora in Der Troubadour von Giuseppe Verdi sowie Donna Anna in Don Giovanni von Wolfgang Amadeus Mozart. 1933 wirkte sie in der Uraufführung der Oper Der Rossknecht von Winfried Zillig mit. Hinzu kam 1934 die Isolde in Richard Wagners Musikdrama Tristan und Isolde. In einer von Richard Strauss persönlich dirigierten Aufführung seiner Oper Ariadne auf Naxos sang Schlüter 1934 die Titelpartie.
1936 gastierte sie an der Frankfurter Oper und sang dort alle drei Brünnhilden in Wagners Tetralogie, die sie 1939 auch bei Freiluftaufführungen an der bei Danzig gelegenen Zoppoter Waldoper interpretierte. Im März 1937 sang sie im Stadttheater Stettin viermal die Partie der Agnes in der Oper Der arme Heinrich von Hans Pfitzner an der Seite des Dessauer Heldentenors Horst Wolf in der Titelpartie, mit dem sie 1939 in Mannheim auch als Isolde und 1940 als Kundry in Parsifal in Düsseldorf zusammengearbeitet hat. Zu den ersten internationalen Gastspielen gehörte ein Auftreten als Brünnhilde in kompletten Ring-Aufführungen in Barcelona. Wilhelm Furtwängler lud Schlüter 1936 zu einem Konzert mit dem Berliner Philharmonischen Orchester ein. In Stuttgart entstand 1938 ihre erste erhalten gebliebene Rundfunkaufnahme. Schlüter sang die Brünnhilde in der Walküre an der Seite des berühmten Rudolf Bockelmann als Wotan.
1938 wurde Schlüter in Düsseldorf zur Kammersängerin ernannt. 1940 nahm sie ein festes Engagement am Opernhaus in Hamburg an, wo sie bis zum Ende ihrer Sängerinnenlaufbahn 1956 blieb. Sie fügte dort zu Beginn der 1940er Jahre ihrem Repertoire die Leonore in Ludwig van Beethovens Oper Fidelio hinzu. 1941 trat sie beim Maggio Musicale Florenz als Isolde in Tristan und Isolde auf, ebenso mit dieser Partie 1942 an der Mailänder Scala. 1943 wirkte sie in Wien in Verdis Requiem mit. Es spielten die Wiener Philharmoniker unter Hans Knappertsbusch. Schlüter stand 1944 in der Gottbegnadeten-Liste des Reichsministeriums für Volksaufklärung und Propaganda.
Aufgrund ihrer Karriere während der Zeit des Nationalsozialismus in Deutschland wird inzwischen bezweifelt, ob sie weiterhin öffentlich geehrt werden soll.
1947 wurde Schlüter an die Metropolitan Opera New York engagiert. Verpflichtet war sie für zwei Aufführungs-Serien als Marschallin und als Isolde. Aber in den Vereinigten Staaten herrschten sowohl bei weiten Teilen des Publikums als auch bei der amerikanischen Presse eine deutliche Ablehnung gegenüber ihrem Engagement, die sich weniger gegen Schlüter als Persönlichkeit und Sängerin, sondern zwei Jahre nach Kriegsende vielmehr gegen ihre Herkunft aus Deutschland richtete. Schlüter wurde während ihres fünfmonatigen Aufenthalts in den USA von der Direktion der Met nicht unterstützt. Nach jeweils nur einer Aufführung von Der Rosenkavalier und Tristan und Isolde mit Max Lorenz als Bühnenpartner wurde der Vertrag über weitere Auftritte von Seiten der Direktion der Metropolitan Opera nicht erfüllt.
1947 verpflichtete Furtwängler Schlüter als Isolde an die Berliner Staatsoper, unter dessen Leitung 1948 sie auch bei den Salzburger Festspielen als Leonore in Aufführungen von Ludwig van Beethovens Oper Fidelio mitwirkte.
Anschließend folgte mit Schlüters Gastspiel als Elektra in dem Einakter Elektra von Richard Strauss in London 1947 der nächste Meilenstein ihrer Karriere. Schlüter konnte unter der musikalischen Leitung von Sir Thomas Beecham und in Anwesenheit des greisen Richard Strauss einen ihrer allergrößten Triumphe feiern. Richard Strauss dankte ihr herzlich und sah in ihr die Erfüllung der Elektra, so wie Furtwängler in ihr die Erfüllung der Isolde gesehen hatte. 1953 kehrte sie nochmals aus Anlass der Krönungsfeierlichkeiten von Elisabeth II. als Elektra nach London zurück.
In Hamburg sang Schlüter 1947 die Lehrerin Ellen Orford in der Deutschen Erstaufführung der Oper Peter Grimes von Benjamin Britten. Der Hessische Rundfunk nahm sie unter Vertrag und Schlüter reiste nach Frankfurt, um dort an kompletten Einspielungen der Wagner-Opern Die Walküre als Brünnhilde und Rienzi als Adriano sowie von Die Frau ohne Schatten von Richard Strauss als Färberin mitzuwirken. Nur an ihrem Hamburger Stammhaus vernachlässigte Günther Rennert, der damalige Intendant der Staatsoper, die Sängerin. Schlüter war dort nach 1950 nur noch als Elektra und Marschallin zu hören. Schlüter bereitete sich mit der Küsterin in der Oper Jenufa von Leoš Janáček auf einen Fachwechsel vor, den sie 1953/54 an der Hamburger Staatsoper eindrucksvoll gestaltete. Doch eine Krankheit zwang sie zum Bühnenabschied.
Der Nachruf in der Welt beschrieb Schlüters Stimme so: „Ihr Sopran, der zwischen strahlender Kraftentfaltung und einem leuchtenden Pianissimo über reiche Differenzierungsfähigkeit verfügte, hatte eigenen Glanz. Ihr Spiel war beseelt von der Kraft zu idealistischem Aufschwung, die sich mit warmer Empfindung mischte.“
Erna Schlüter wurde auf dem Gertrudenfriedhof in Oldenburg beigesetzt. Ihr Grab wurde aus Anlass ihres 100. Geburtstags mit einem neuen Stein und einer Bronzeplakette versehen, den die Bildhauerin Rita Westermann gestaltete, ebenso wie eine weitere Bronzeplakette, die an ihrem Geburtshaus an diese große Sängerin erinnert.

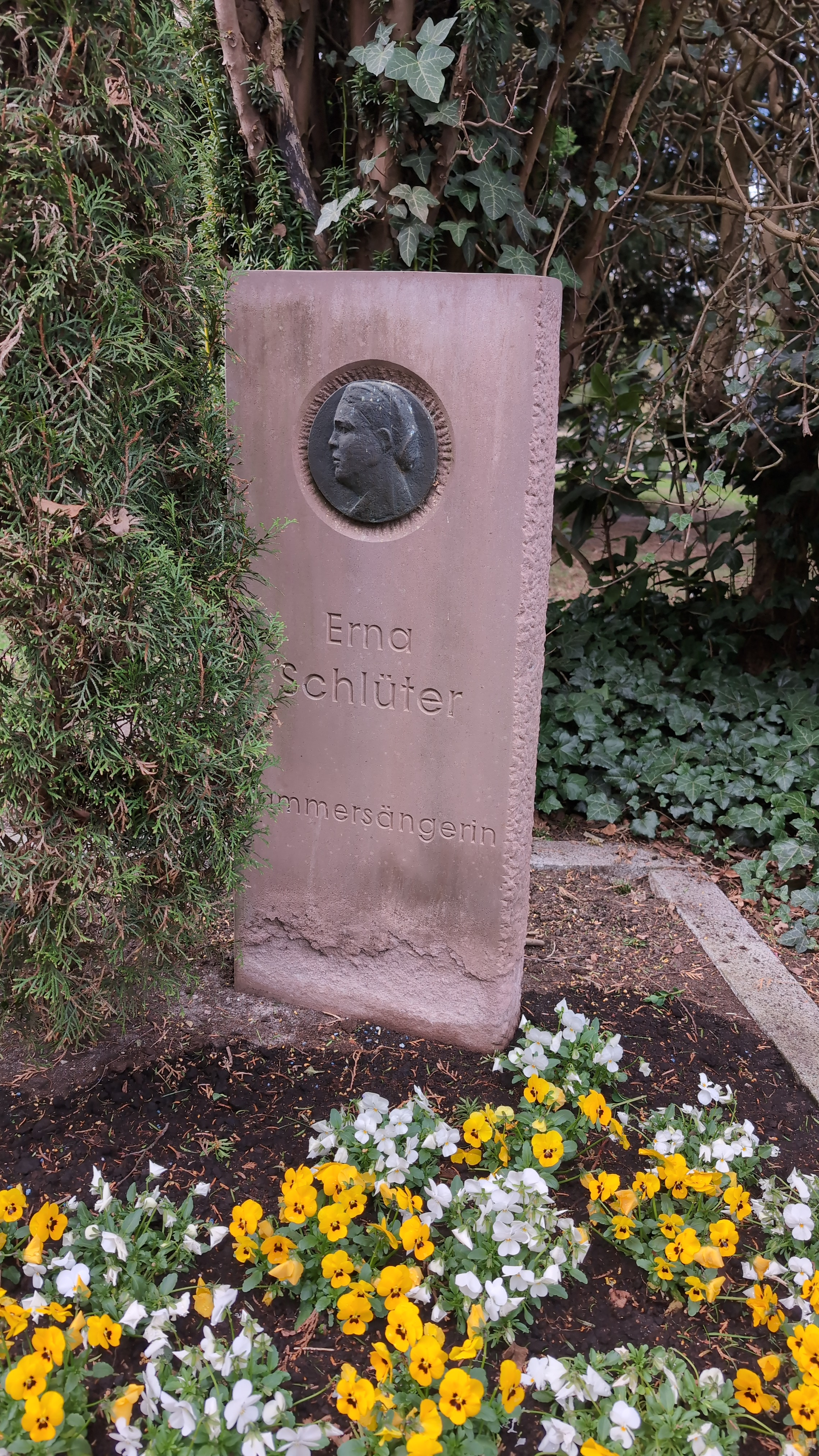
Grab Erna Schlüter (1904–1969), neu gestalteter Stein, auf dem Gertrudenfriedhof Oldenburg

Im Januar 2005 gründete eine private Initiative in Oldenburg die Erna-Schlüter-Gesellschaft Oldenburg. Die Gesellschaft verleiht einen Gesangspreis für junge Sänger. Erste Preisträger waren 2005 die Sopranistin Anja Metzger und der Tenor Daniel Behle. Im Juni 2007 erhielt die Mezzosopranistin Katerina Hebelkova den Erna-Schlüter-Preis. Im Mai 2010 wurde der Preis an die Sopranistin Mareke Freudenberg und den Bassbariton Derrick Ballard verliehen. 2013 wurde der Preis an die Mezzosopranistin Geneviève King vergeben, 2015 an die Mezzosopranistin Hagar Sharvit.

## Tondokumente
CD-Edition Erna Schlüter
Arien, Szenen, Konzertstücke, Lieder von Beethoven, Weber, Marschner, Halévy, Wagner, R.Strauss, Wolf, Stephan, Braunfels / 2 Boxen mit 5 CDs / Hamburger Archiv für Gesangskunst
Ludwig van Beethoven: Fidelio
mit Erna Schlüter (Leonore), Lisa Della Casa, Julius Patzak, Rudolf Schock, Ferdinand Frantz
Wiener Philharmoniker, Dirigent: Wilhelm Furtwängler
Liveaufnahme 1948, Salzburger Festspiele – Myto 991.H.025
Halévy: La Juive (deutsch gesungen)
Mit Erna Schlüter (Rachel), Joachim Sattler, Otto von Rohr
Radio-Sinfonieorchester Frankfurt, Dirigent: Kurt Schröder
Rundfunkaufnahme 1951, Frankfurt – Walhall 0029
Marschner: Hans Heiling
Mit Erna Schlüter (Königin der Erdgeister), Rudolf Gonszar, Hanna Claus, Cornelius van Dyck
Sinfonieorchester des Hessischen Rundfunks, Dirigent: Winfried Zillig
Richard Strauss: Elektra
mit Erna Schlüter (Elektra), Gusta Hammer, Annelies Kupper, Robert Hager
Orchester der Hamburger Oper, Dirigent: Eugen Jochum
Rundfunkaufnahme 1944, Hamburg – Line Music/Cantus Classics 500356
Richard Strauss: Elektra
Mit Erna Schlüter (Elektra), Elisabeth Höngen, Ljuba Welitsch, Paul Schöffler
Royal Philharmonic Orchestra, Dirigent: Sir Thomas Beecham
Livemitschnitt 1947, London – Myto 981.H.004
Richard Strauss: Die Frau ohne Schatten
Mit Erna Schlüter (Färberin), Annelies Kupper, Diana Eustrati, Karl Kronenberg, Heinrich Bensing
Sinfonieorchester des Hessischen Rundfunks, Dirigent: Winfried Zillig
Rundfunkaufnahme 1950, Frankfurt – Ponto/Mitridate PO 1015
Richard Wagner: Rienzi
Mit Erna Schlüter (Adriano), Günther Treptow, Trude Eipperle
Sinfonieorchester des Hessischen Rundfunks, Dirigent: Winfried Zillig
Rundfunkaufnahme 1950, Frankfurt – Urania URN 22157
Richard Wagner: Tristan und Isolde (Akt 2 und 3)
Mit Erna Schlüter (Isolde), Ludwig Suthaus, Gottlob Frick, Margarete Klose
Staatskapelle Berlin, Dirigent: Wilhelm Furtwängler
Rundfunkaufnahme 1947, Berlin (Admiralspalast) – Archipel ARP-CD 0029
Richard Wagner: Die Walküre
Mit Erna Schlüter (Brünnhilde), Ferdinand Frantz, Adam Fendt, Aga Joesten, Otto von Rohr
Sinfonieorchester des Hessischen Rundfunks, Dirigent: Winfried Zillig
Rundfunkaufnahme 1948, Frankfurt – Line Music/Cantus Classics 50075 – 50076
Richard Wagner: Die Walküre (Akt 2 und 3)
mit Erna Schlüter (Brünnhilde), Rudolf Bockelmann, Fritz Krauss, Maria Reining, Helene Jung
Orchester des Reichssenders Stuttgart, Dirigent: Carl Leonhardt
Rundfunkaufnahme 1938, Stuttgart – Preiser PR 90207
Richard Wagner: Die Walküre – Todverkündung aus dem 2. Akt

Richard Wagner: Siegfried – Schluss-Szene 3. Akt
Erna Schlüter (Brünnhilde), Joachim Sattler
Sinfonieorchester des Hessischen Rundfunks, Dirigent: Kurt Schröder
Rundfunkaufnahme 1947, Frankfurt
enthalten in: Joachim Sattler singt Wagner – Preiser PR 89193